# Singles (Suede)
Singles är ett samlingsalbum av den brittiska gruppen Suede, utgivet den 20 oktober 2003. Albumet innehåller även två nya låtar, Attitude och Love the Way You Love.

## Låtförteckning
1. "Beautiful Ones"
2. "Animal Nitrate"
3. "Trash"
4. "Metal Mickey"
5. "So Young"
6. "The Wild Ones"
7. "Obsessions"
8. "Filmstar"
9. "Can't Get Enough"
10. "Everything Will Flow"
11. "Stay Together"
12. "Love the Way You Love"
13. "The Drowners"
14. "New Generation"
15. "Lazy"
16. "She's in Fashion"
17. "Attitude"
18. "Electricity"
19. "We Are the Pigs"
20. "Positivity"
21. "Saturday Night"